# UTC+4
| Ora standard (tot anul) Ora standard (iarna din emisfera nordică) Ora standard (iarna din emisfera sudică) | Regiune maritimă în acest fus orar Ora de vară (vara din emisfera nordică) Ora de vară (vara din emisfera sudică) |

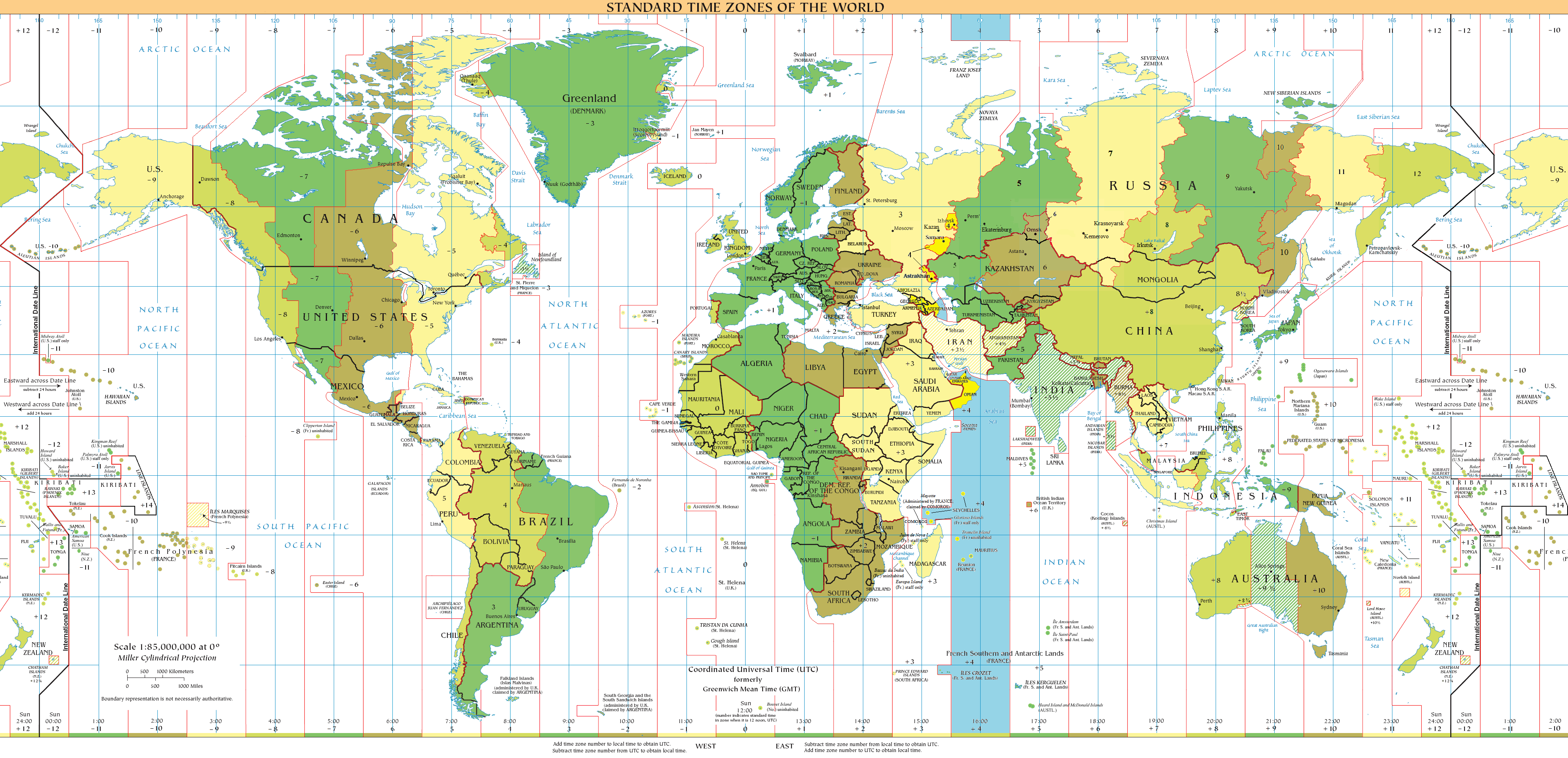
Utilizarea fusului orar UTC+4:

UTC+4 este un fus orar aflat cu 4 ore înainte UTC. UTC+4 este folosit în următoarele țări și teritorii:

## Ora standard (tot anul)
Ora de Kaliningrad: UTC+3 (MSK−1)
     Ora de Moscova: UTC+4 (MSK)
     Ora de Samara: UTC+5 (MSK+1; nefolosit)
     Ora de Ekaterinburg UTC+6 (MSK+2)
     Ora de Omsk: UTC+7 (MSK+3)
     Ora de Krasnoiarsk: UTC+8 (MSK+4)
     Ora de Irkutsk: UTC+9 (MSK+5)
     Ora de Iakutsk: UTC+10 (MSK+6)
     Ora de Vladivostok: UTC+11 (MSK+7)
     Ora de Magadan: UTC+12 (MSK+8)
- Armenia
- Azerbaidjan (cu  Nagorno-Karabah)
- Emiratele Arabe Unite
- Franța
  -  Réunion
  -  Insulele Glorioase (nelocuit)
  -  Insula Tromelin (nelocuit)
  -  Insulele Crozet
- Georgia
- Mauritius
- Oman
- Seychelles
- Rusia (MSK - Moscovskoye vremya / Московское время)[1]
  -  Moscova
  -  Sankt Petersburg
  -  Adîgheia
  -  Daghestan
  -  Cabardino-Balcaria
  -  Calmîchia
  -  Carelia
  -  Cecenia
  -  Ciuvașia
  -  Ingușetia
  -  Komi
  -  Karaciai-Cerchezia
  -  Komi
  -  Mari El
  -  Osetia de Nord
  -  Districtul autonom Neneția
  -  Regiunea Kaliningrad
  -  Regiunea Arhanghelsk
  -  Regiunea Astrahan
  -  Regiunea Belgorod
  -  Regiunea Briansk
  -  Regiunea Ivanovo
  -  Regiunea Iaroslavl
  -  Regiunea Kaluga
  -  Regiunea Kirov
  -  Regiunea Kostroma
  -  Regiunea Kursk
  -  Regiunea Leningrad
  -  Regiunea Lipețk
  -  Regiunea Moscova
  -  Regiunea Murmansk
  -  Regiunea Nijni Novgorod
  -  Regiunea Novgorod
  -  Regiunea Oriol
  -  Regiunea Penza
  -  Regiunea Pskov
  -  Regiunea Riazan
  -  Regiunea Rostov
  -  Regiunea Saratov
  -  Regiunea Smolensk
  -  Regiunea Tambov
  -  Regiunea Tula
  -  Regiunea Tver
  -  Regiunea Ulianovsk
  -  Regiunea Vladimir
  -  Regiunea Volgograd
  -  Regiunea Vologda
  -  Regiunea Voronej